# NGC 3249
NGC 3249 ist eine Balken-Spiralgalaxie vom Hubble-Typ SBc im Sternbild Luftpumpe am Südsternhimmel. Sie ist schätzungsweise 143 Millionen Lichtjahre von der Milchstraße entfernt.
Das Objekt wurde am 2. Februar 1835 von John Herschel entdeckt.